# Tony Gatlif

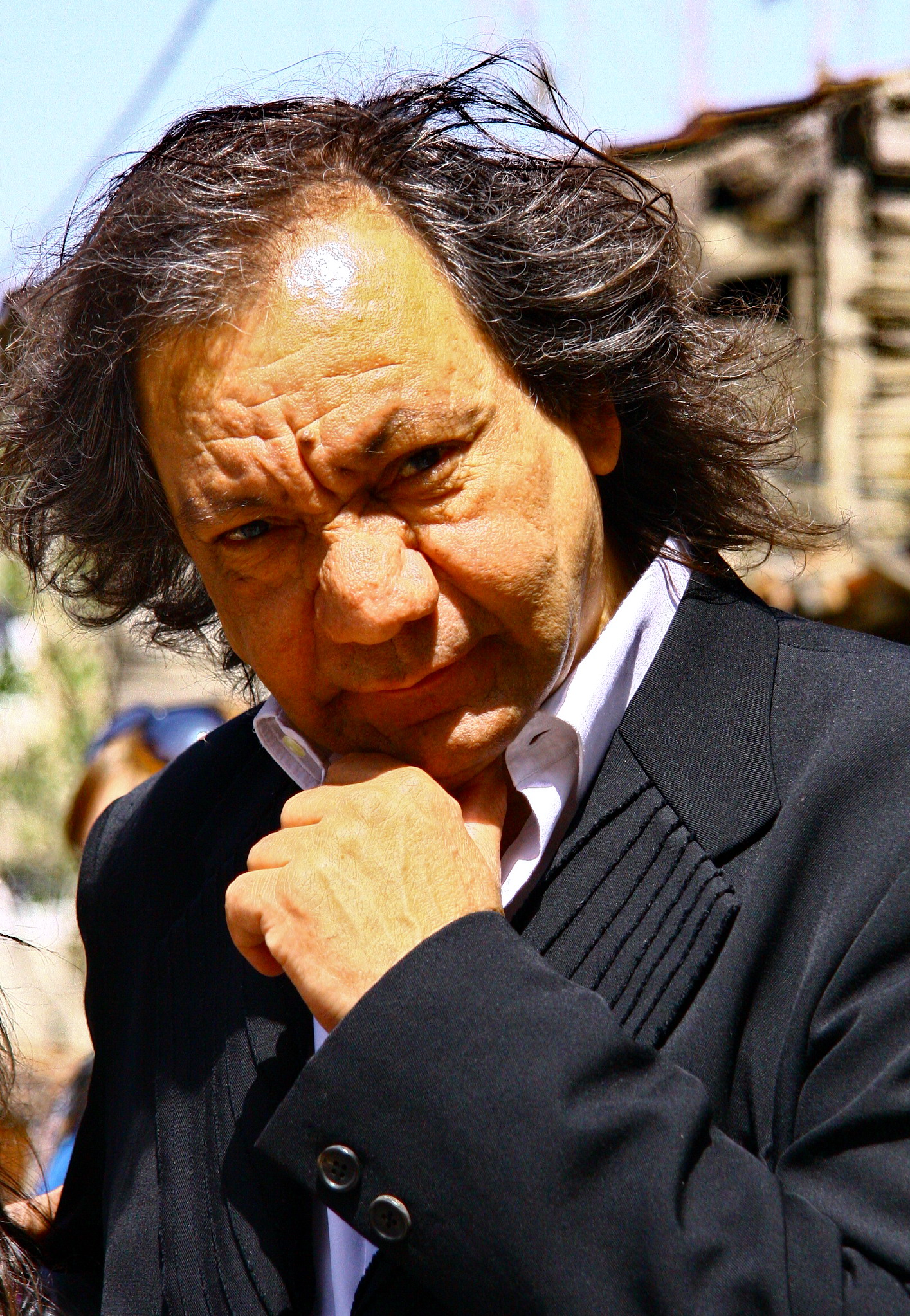
Gatlif im Jahr 2008

Tony Gatlif (* 10. September 1948 in Algier, Algerien als Michel Dahmani) ist ein französischer Regisseur, Schauspieler, Drehbuchautor, Komponist und Filmproduzent.

## Leben
Tony Gatlif wurde 1948 im damals zu Frankreich gehörenden Algerien geboren. Sein Vater war Kabyle, seine Mutter Romni. Beide Kulturen beeinflussten ihn stark und inspirierten ihn zu einem Großteil seiner Filme.
Anfang der 1960er Jahre verließ Gatlif Algerien und wanderte nach Frankreich aus, um dort nach einem Kunststudium Schauspielunterricht zu nehmen. Über die Schauspielerei und das Theater gelangte Gatlif schließlich zum Film und legte mit La Rage au Poing sein erstes Drehbuch vor. 1975 drehte er La Tête en ruine, sein Erstlingswerk als Regisseur.
Sein Film Exils gewann bei den Internationalen Filmfestspielen von Cannes 2004 den Regiepreis.

## Filmografie
- 1975: Die Entfesselten (L’agression)
- 1975: La Tête en ruine
- 1978: La Terre au ventre
- 1981: Corre gitano
- 1981: Canta gitano
- 1982: Die Prinzen (Les Princes) (auch als Schauspieler)
- 1985: Rue du départ (auch als Drehbuchautor)
- 1989: Pleure pas my love (auch als Drehbuchautor)
- 1990: Gaspard et Robinson (auch als Drehbuchautor)
- 1993: Latcho Drom
- 1995: Mondo nach der gleichnamigen Erzählung von Le Clézio
- 1997: Gadjo Dilo – Geliebter Fremder (Gadjo dilo) (auch als Drehbuchautor und Komponist)
- 1998: Je suis né d'une cigogne (auch als Drehbuchautor und Komponist)
- 2000: Vengo (auch als Produzent)
- 2001: Swing (auch als Drehbuchautor)
- 2004: Exils (auch als Drehbuchautor und Komponist)
- 2004: Europäische Visionen (Segment „Paris by Night“)
- 2006: Transylvania (auch als Drehbuchautor)
- 2009: Korkoro (auch als Drehbuchautor)
- 2010: Liberté (auch als Drehbuchautor)
- 2012: Empört Euch! (Indignados)
- 2014: Geronimo (auch als Drehbuchautor)
- 2017: Djam (auch als Drehbuchautor)
- 2021: Tom Medina (auch als Drehbuchautor)

### Videoclips
- 1999: Pas des chiens – Regie: Blankass
- 2007: Rendez-Vous – Regie: Stephan Eicher
- 2010: Beautiful Tango – Regie: Hindi Zahra